# Grumpy Old Man
Grumpy Old Man («Сварливый Старик ») — девятая серия десятого сезона мультсериала «Гриффины». Премьерный показ состоялся 11 декабря 2011 года на канале FOX.

## Сюжет
Лоис отправляет Стьюи погостить к бабушке и дедушке. По дороге на автомобиле Стьюи замечает, что Картер заснул за рулем. Не проходит и минуты — машина врезается в дерево, Картера отправляют в больницу.
Дела еще хуже, чем поначалу казалось: в больницу приходит Джо и говорит Картеру, что он аннулирует его водительские права. Жена Пьютершмидта, Барбара, говорит, что Картер уже не молодой, и, возможно, ему следует уйти на пенсию, но Картер категорически против, он не хочет признавать свой возраст и говорит, что будет работать до самой смерти, однако вскоре соглашается с Барбарой и принимает решение о выходе на пенсию.
Итак, Картер проводит больше времени с семьей Гриффинов, что в скором времени очень надоедает последним: Пьютершмидт всех заставляет делать, что ему хочется, надоедает Питеру по ночам со своими историями про привидений. Лоис и Питер навещают Картера и Барбару, предлагая им вдвоем отдохнуть во Флоридском клубе для пожилых людей. Приехав на экскурсию (где были показаны будущие апартаменты Пьютершмидтов, кинозал, и многое другое), Картер все же отказывается от заселения, садится в машину и капризничает. Питеру удается уговорить Пьютершмидта провести один день в пансионате. После совместной игры в бинго Картер меняет своё решение. Гриффины уезжают домой, желая хорошего отдыха Картеру и Барбаре.
Проходит шесть месяцев. В дом Гриффинов раздается звонок: Барбара срочно просит приехать Лоис во Флориду. Прибыв на место, Гриффины обнаруживают странную картину: Картер очень вялый, ни на что не реагирует, без настроения сидит на кресле и что-то бормочет себе под нос. Лоис делает вывод, что это произошло из-за того, что Пьютершмидта отправили на пенсию. Тогда Питер решает помочь, привезя Картера в его компанию и спровоцировав его "нововведениями" в компании. Картер приходит в себя, он говорит, что больше никогда не выйдет на пенсию, а будет работать за своим рабочим местом до конца его дней.

## Рейтинги
- Рейтинг эпизода составил 3.1 среди возрастной группы 18—49 лет.
- Серию посмотрело порядка 6.10 миллиона человек.
- Серия стала самой просматриваемой в ту ночь "Animation Domination" на FOX, победив по количеству просмотров новые серии "Симпсонов", "Шоу Кливленда" и "Американского Папаши!".[1]
- Рейтинги уменьшились по сравнению с предыдущим эпизодом «Cool Hand Peter».[2]

## Критика
Кевин МакФарланд из A.V. Club дал эпизоду оценку C.